# Be Faithful
Be Faithful is een nummer van de Amerikaanse hiphopartiest Fatman Scoop uit 2003, in samenwerking met het Amerikaanse producersduo The Crooklyn Clan.
Het nummer bevat een sample uit Love Like This van Faith Evans, dat ook een sample bevat uit Chic Cheer van Chic. Ook bevat Be Faithful samples uit Party ain't a Party van Queen Pen, Off the Books van The Beatnuts, Can I Get A... van Jay-Z, Hip Hop Hooray van Naughty by Nature en The Choice Is Yours (Revisited) van Black Sheep. Het nummer bereikte in Amerika geen hitlijsten, in Europa werd het daarentegen een heel grote hit. In de Nederlandse Top 40 bereikte het de 15e positie, en in de Vlaamse Ultratop 50 de 11e.